# Зилга-кафт
Зилга-кафт (осет. зилгæ кафт), или тымбыл-кафт (осет. тымбыл кафт «круговой танец») — народный танец осетин. Представляет собой парный танец, исполняемый мужчиной и женщиной в быстром темпе. Движение происходит по кругу. Может рассматриваться как национальный вариант общекавказской лезгинки (откуда другое название — «осетинская лезгинка»). Наряду с массовым симдом является древнейшим из осетинских танцев.
На рубеже XX—XXI веков зилга-кафт считался одним из наиболее распространённых в народе.

## Мелодии танца
Мелодия танца была впервые записана в 1883 году русским композитором М. М. Ипполитовым-Ивановым на станции Гудаур Военно-Грузинской дороги. В 1913 году в его аранжировка мелодии под названием «Осетинский танец» для зурны, дудука и ударных была опубликована в четвёртом томе «Трудов музыкально-этнографической комиссии Общества любителей естествознания, антропологии и этнографии».
В первые годы XX века мелодию танца записал в Южной Осетии грузинский композитор Д. И. Аракишвили. Он обработал её и представил 26 апреля 1902 года в зале Исторического музея в Москве.